# Walk Away (песня Келли Кларксон)
«Walk Away» — пятый и последний сингл американской певицы Келли Кларксон с её второго студийного альбома Breakaway.
В марте 2006 года сингл получил статус Золотого в США. где было продано более 500 000 его копий. В феврале 2010 года было продано более 1,1 миллиона цифровых копий сингла в США.

## Информация о песне
Сама Кларксон назвала «Walk Away» «одной из оптимистичных песен» с альбома Breakaway, заявив, что «это песня, под которую можно покачать в такт головой, сидя в машине»; по словам певицы, текст песни о том, что «когда что-то не получается, бросай это, не делай ситуацию ещё хуже».
Премьера видеоклипа «Walk Away» состоялась 6 марта 2006 года на TRL и 7 марта на MuchOnDemand. Клип возглавлял топ 10 TRL 19 раз. Видео заняло 13 место топ 40 видеоклипов года (2006) канала VH1. В видеоклипе показаны различные люди, просыпающиеся под звон будильника. Кларксон находится на радиостанции и поёт «Walk Away» в прямом эфире; люди в различных местах слушают радио и подпевают.

## Список композиций
Австралия CD макси сингл
| №  | Название            | -                        | Длительность |
| -- | ------------------- | ------------------------ | ------------ |
| 1. | «Walk Away»         |                          | 3:08         |
| 2. | «Since U Been Gone» | live at Rollingstone.com |              |
| 3. | «Walk Away»         | Chris Cox Radio Mix      | 3:39         |
| 4. | «Walk Away»         | Ralphi Rosario Radio Mix | 3:57         |

 Великобритания CD single
| №  | Название    | -                   | Длительность |
| -- | ----------- | ------------------- | ------------ |
| 1. | «Walk Away» |                     | 3:08         |
| 2. | «Walk Away» | Chris Cox Radio Mix | 3:39         |

## Хронология релиза
| Страна         | Дата            | Лейбл       |
| -------------- | --------------- | ----------- |
| США            | январь 31, 2006 | RCA Records |
| Канада         | январь 31, 2006 |             |
| Великобритания | март 13, 2006   |             |
| Австралия      | март 18, 2006   |             |
| Европа         | май 18, 2006    |             |
| Германия       | ноябрь 24, 2006 |             |

## Позиции в чартах
«Walk Away» дебютировала в чарте Billboard Hot 100 21 января 2006 года на 97 месте. «Walk Away» стала первым синглом с альбома Breakaway, не вошедшим в топ 10 чарта Billboard Hot 100; сингл добрался лишь до 12 места.
| Чарт (2006)                             | Лучший результат |
| --------------------------------------- | ---------------- |
| Australian ARIA Singles Chart           | 27               |
| Austria Singles Chart                   | 29               |
| German Singles Chart                    | 30               |
| Irish Singles Chart                     | 10               |
| New Zealand RIANZ Singles Chart         | 19               |
| Swiss Singles Chart                     | 58               |
| UK Singles Chart                        | 21               |
| Billboard Hot 100                       | 12               |
| Billboard Pop 100                       | 6                |
| Billboard Hot Adult Contemporary Tracks | 19               |
| Billboard Hot Adult Top 40 Tracks       | 3                |
| Billboard Hot Dance Club Play           | 5                |

| Страна | Статус  | Продажи   |
| ------ | ------- | --------- |
| США    | Золотой | 1.094.000 |